# Rue Monsieur
Pour les articles homonymes, voir Monsieur (homonymie).
La rue Monsieur est une rue du 7e arrondissement de Paris. 

## Situation et accès
Longue de 204 m, elle part de la rue de Babylone et se termine rue Oudinot.
Le quartier est desservi par la ligne 13 à la station Saint-François-Xavier.

## Origine du nom
Cette voie est dénommée « rue Monsieur » en l'honneur du comte de Provence, frère de Louis XVI.

## Historique

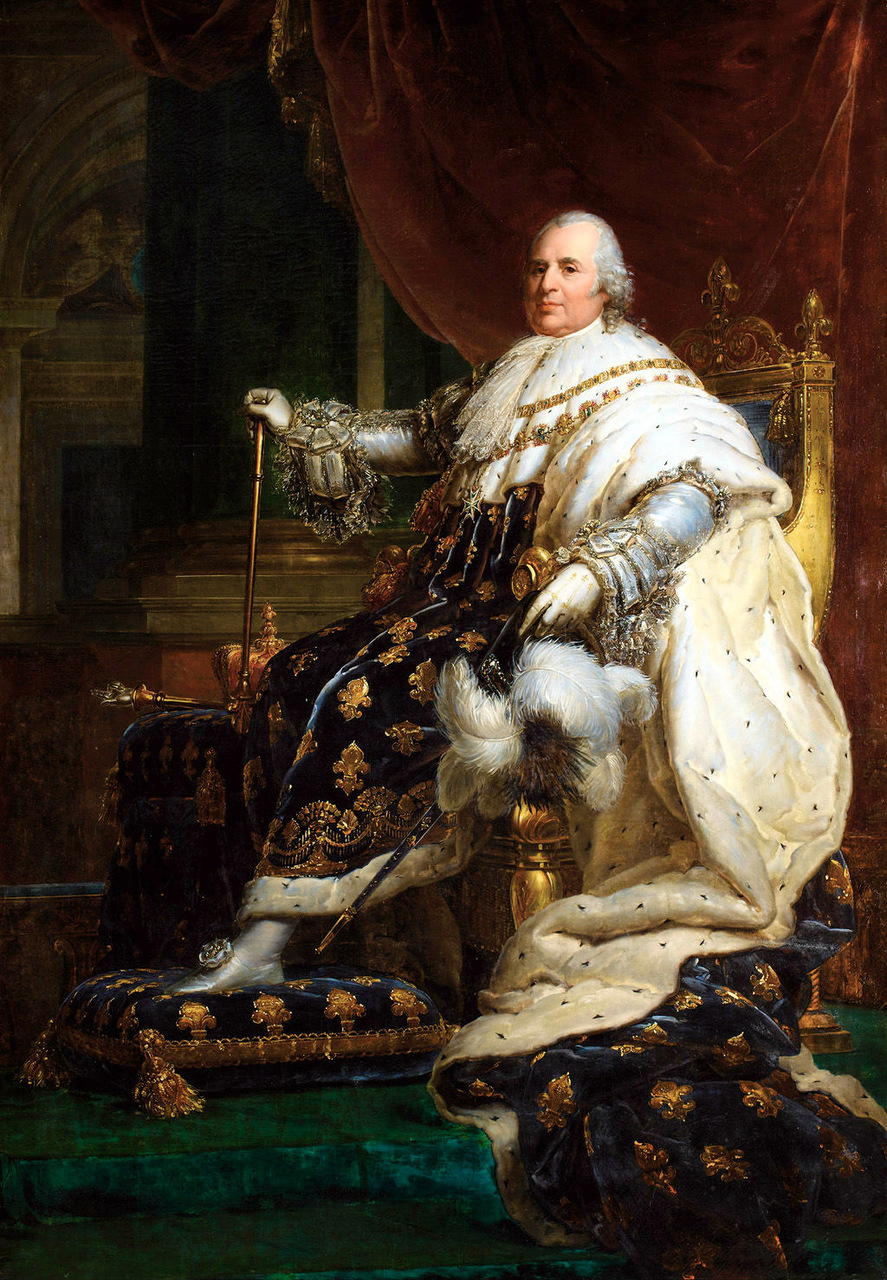
Le comte de Provence.

Cette voie fut ouverte en 1778, sur la demande de Monsieur, par l'architecte Alexandre-Théodore Brongniart dans le cadre du lotissement d'un vaste terrain sur une partie duquel il avait édifié les écuries du comte de Provence, qui correspondaient à la partie des numéros impairs de la rue qui suivent le no 7. Les acquéreurs des différents lots avaient obligation de s'adresser à l'architecte pour faire construire leurs maisons.
La rue Monsieur a porté la dénomination de « rue Bigot » pendant la Révolution puis « rue de Fréjus » pendant le Consulat et le Premier Empire, en mémoire du débarquement opéré par Napoléon Bonaparte, alors général en chef de l'armée d'Égypte, le 9 octobre 1799.

## Bâtiments remarquables et lieux de mémoire

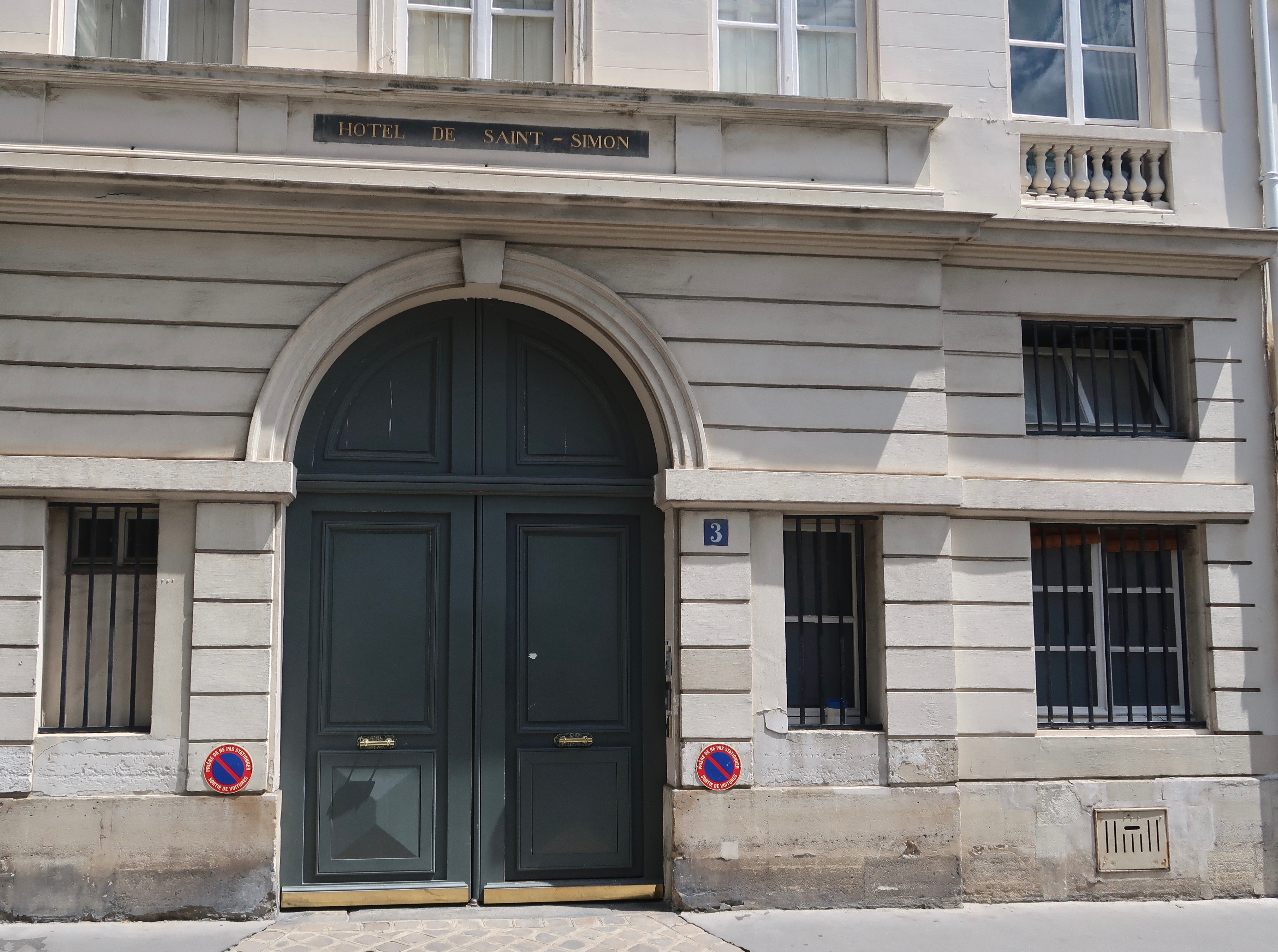
No 3 : hôtel de Saint-Simon.

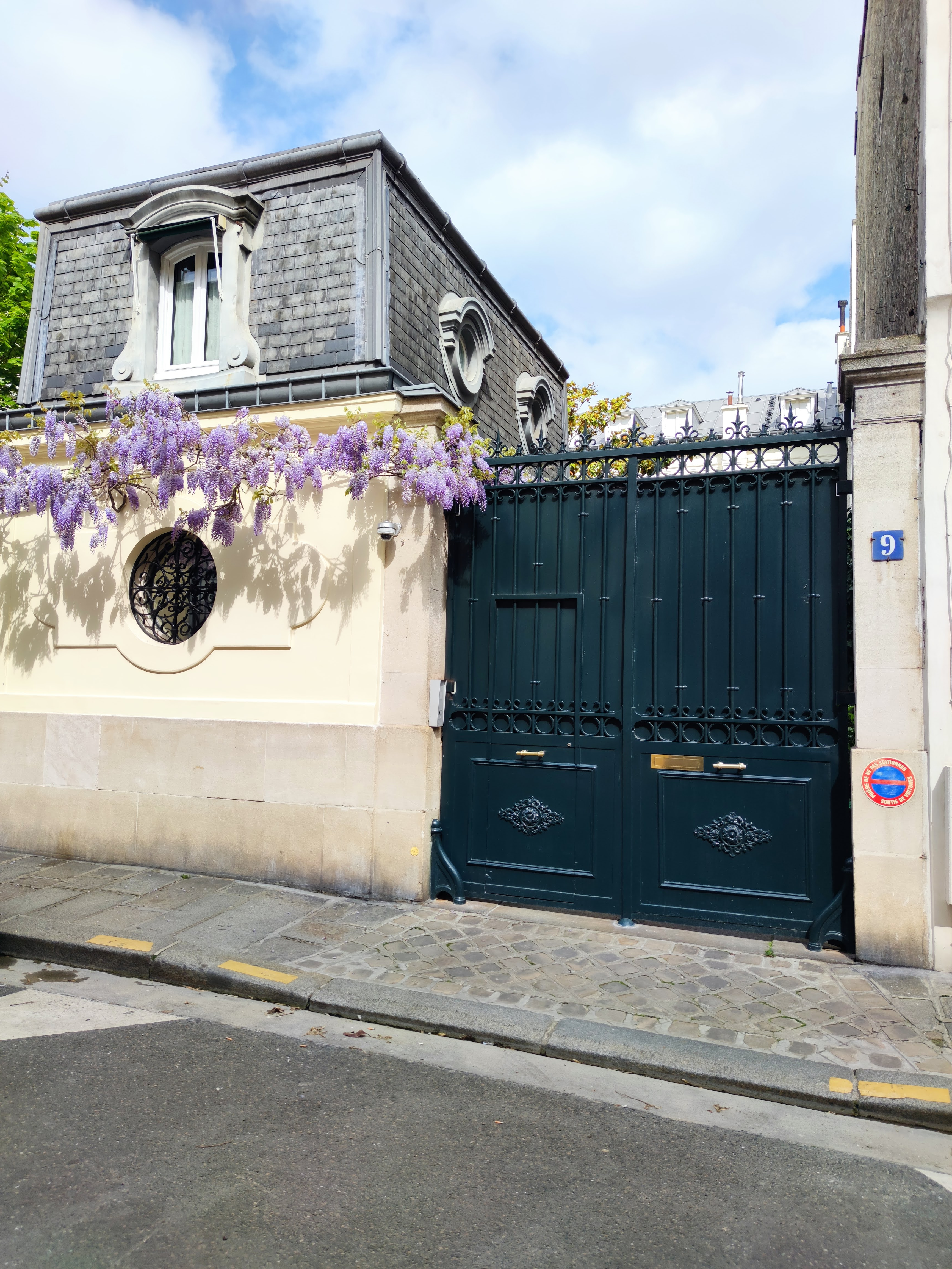
No 9.

- L’avocat et écrivain François Gibault est né dans un hôtel particulier de la rue Monsieur, en 1932. En 2022, il habite toujours la rue[1].

- No 1 : cinéma La Pagode.

- No 3 : hôtel de Saint-Simon. Le général Victor de Rouvroy (1782-1865), duc de Saint-Simon, y a pris sa retraite. Jusque dans les années 1930, l'hôtel fut la propriété de la vicomtesse de Cholet, belle-fille de Jules, comte de Cholet.

- No 7 : hôtel du XVIIIe siècle acheté en 1786 par Lefranc de Pompignan[2]. La façade sur la cour est décorée de bustes dans des niches circulaires. La romancière anglaise Nancy Mitford y habita au rez-de-chaussée pendant vingt ans[3].

- No 8 : hôtel de Jarnac. Maison de rapport construite en 1784 par Étienne-François Legrand (l'architecte de l'hôtel de Galliffet) pour un certain Léonard Chapelle et louée aussitôt à Marie-Charles-Rosalie de Rohan-Chabot, comte de Jarnac. Il passe ensuite à divers propriétaires. Le comte de Villèle s'y installe en 1828, après avoir quitté la présidence du Conseil. En 1834, il est vendu au célèbre chirurgien Guillaume Dupuytren, qui y meurt l'année suivante. Sa fille Adélaïde (1812-1885), comtesse de Beaumont par son mariage avec Napoléon Louis Bonnin de la Bonninière de Beaumont (1808-1887), vend l'hôtel au prince Pierre Soltykoff qui le cède à son tour, en 1847, à la duchesse de Valençay, née Alix de Montmorency (1810-1858), qui s'y installe après avoir obtenu la séparation de biens d'avec son mari, Napoléon Louis de Talleyrand-Périgord, troisième duc de Talleyrand. À sa mort en 1858, l'hôtel est vendu et abrite successivement M. Galichon, le comte Chevreau d'Antraigues et Mme Georges Menier née « Simone » Camille Marie Legrand (1881-1972) à partir de 1934. D'un style néo-classique très pur, la façade sur cour comporte un péristyle ionique surmonté d'un attique tandis que la façade sur jardin porte trois demi-colonnes ioniques soutenant un fronton incurvé. À l'intérieur, le grand salon est rythmé par un alignement de demi-colonnes ioniques soutenant une corniche à modillons. Face aux trois portes-fenêtres sur le jardin, trois fausses baies en plein cintre sont garnies de glaces. Les dessus-de-porte sont ornés d'allégories des Quatre Éléments. Entre les colonnes placées sur les murs latéraux, des panneaux ornés d'arabesques sont identiques à ceux de la chambre de parade de l'hôtel de Galliffet. L'hôtel a été classé parmi les monuments historiques, avec ses dépendances et son jardin, par arrêté du 6 février 1939. Il a été gravé par Krafft.
  - Plus récemment, l’hôtel appartient à la famille Menier puis à la famille Primat avant d’être racheté en 2022 par le milliardaire ukrainien Kostyantin Zhevago, pour la somme de 35,5 millions d’euros[4].

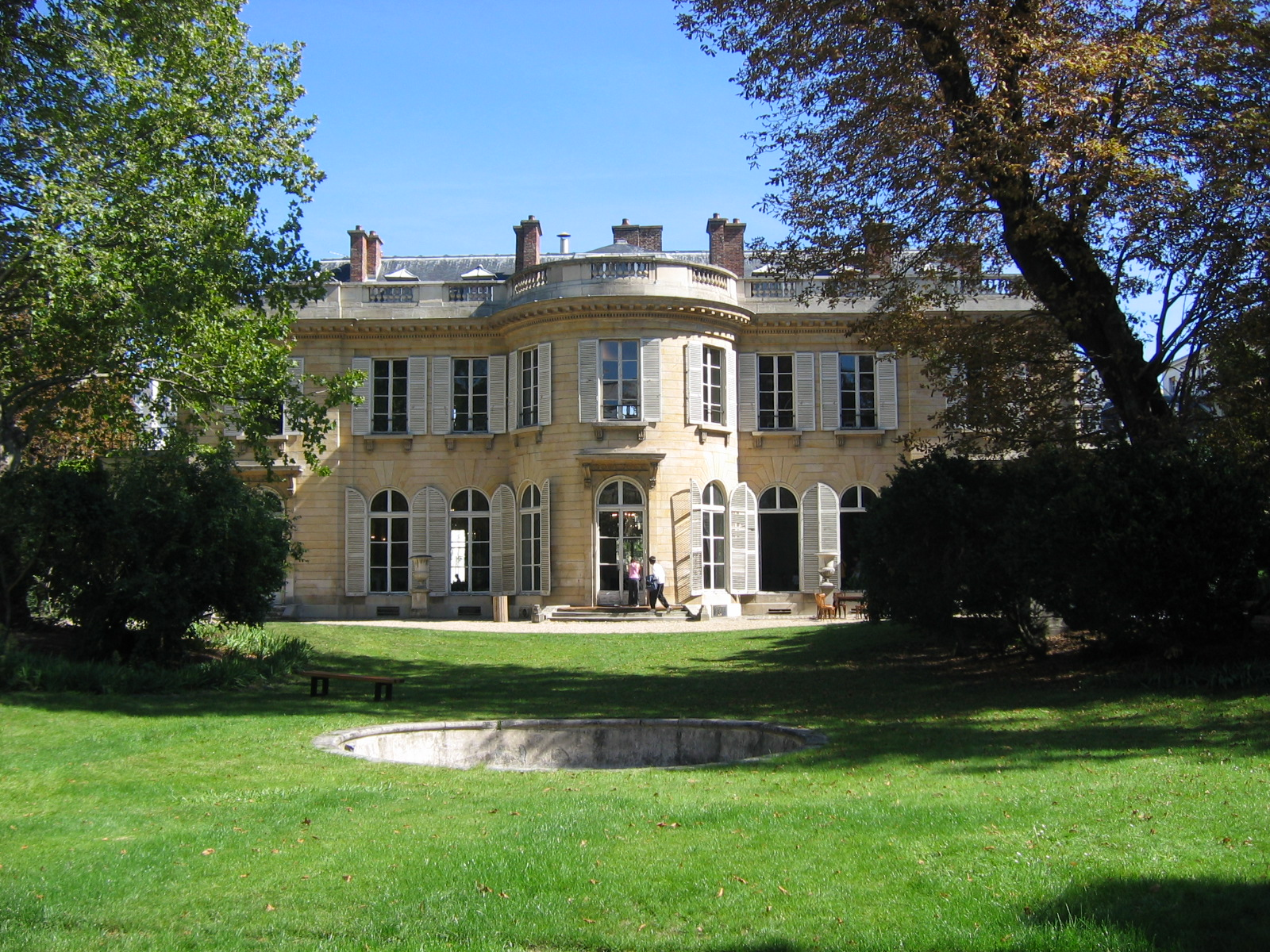
No 12 : hôtel de Bourbon-Condé.

- No 12 : hôtel de Bourbon-Condé. Hôtel particulier construit entre 1781 et 1782 par Alexandre-Théodore Brongniart pour Louis V Joseph de Bourbon-Condé (1736-1818), huitième prince de Condé, en vue de servir de résidence à sa fille, Louise-Adélaïde de Bourbon-Condé (1757-1824), dite « Mlle de Condé », abbesse de Remiremont, puis abbesse du Temple, fondatrice en 1816 d'une communauté de Bénédictines de l'Adoration perpétuelle du Très Saint Sacrement : les « Bénédictines de la rue Monsieur ». En 1845, l'hôtel est acquis par la Congrégation des pères mékhitaristes qui y fondent le Collège arménien Samuel Moorat. Inauguré en 1846, le collège est fermé en 1870. Le bâtiment n'est pas immédiatement vendu mais une partie est utilisée comme lieu d'habitation tandis qu'une autre est mise à la disposition d'étudiants sous la direction du père Apraham Djarian. Le 24 janvier 1880, l'hôtel est vendu au comte Chambreugny. Appartenant depuis le début du XXe siècle à une congrégation religieuse, les sœurs du Cœur de Marie, on envisage d'y installer l'archevêché après son expulsion en 1906 de l'hôtel du Châtelet[5] ; il abrite après 1930 une école privée, l'institut Rue-Monsieur. D'une superficie de 3 000 m2 de plancher sur un terrain de 5 000 m2, l'hôtel a été vendu en mai 2008 pour la somme de 66 millions d'euros et appartient désormais au roi de Bahreïn, Hamed ben Issa Al Khalifa, qui y a entrepris d'importants travaux de restauration. Il a été classé parmi les monuments historiques, avec ses dépendances et son jardin, par décret du 24 mai 1939. Les bas-reliefs de Clodion figurant des bacchanales d'enfants qui ornaient la façade sur cour sont conservés au musée du Louvre et au Metropolitan Museum of Art de New York.

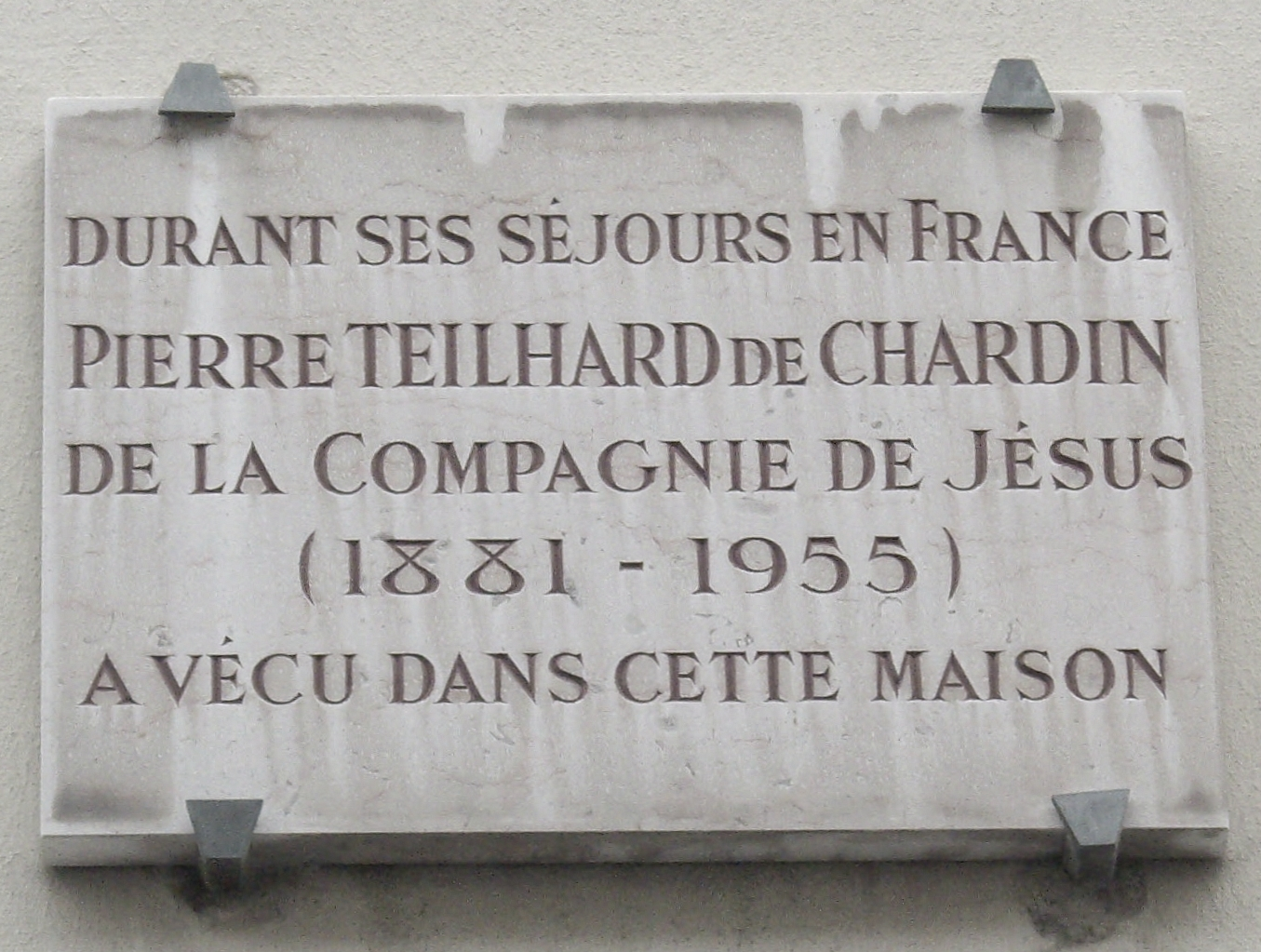
No 15 : plaque en mémoire de Pierre Teilhard de Chardin.

- No 15 : jusqu'en 2012, ce bâtiment a abrité une partie de la Compagnie de Jésus et sa revue Étvdes. La plupart des intellectuels jésuites y ont séjourné, dont Pierre Teilhard de Chardin, Jean Daniélou, ou encore Xavier Tilliette.

- No 20 : hôtel de Montesquiou. Hôtel particulier construit en 1781 par Brongniart pour Anne-Pierre de Montesquiou-Fézensac (1739-1798), premier écuyer de Monsieur. C'est grâce à sa protection que Brongniart obtint l'autorisation de percer la rue ; en contrepartie, l'hôtel de Montesquiou fut le premier à y être bâti. Après la mort de son premier propriétaire, l'hôtel passe à son fils, Pierre de Montesquiou Fezensac (1764-1834), grand chambellan de Napoléon Ier, dont la femme fut gouvernante du roi de Rome. L'hôtel est adjugé en 1851 aux Bénédictines de la rue Monsieur, qui viennent d'être expulsées du monastère du Temple où les avait installées leur fondatrice, Louise-Adélaïde de Bourbon-Condé. C'est pour elles que l'architecte Clément Parent élève un cloître et une chapelle néogothiques[6]. En 1901-1902, l'écrivain Joris-Karl Huysmans habite dans l'hôtel un petit appartement sur cour, aujourd'hui disparu. À la suite de Huysmans, un nombre important d'intellectuels catholiques fréquente cette chapelle et ce monastère, qui deviennent « un haut lieu des lettres chrétiennes[7] ». Les religieuses sont alors connues sous le nom de « Bénédictines de la rue Monsieur ». Les constructions néogothiques sont rasées à partir de 1938, après acquisition par l'État, et remplacées en 1951 par l'actuel bâtiment administratif sur rue dû à l'architecte Martin. Les décors de l'hôtel ont en grande partie disparu, mais il subsiste toutefois un escalier avec rampe en fer forgé du XVIIIe siècle. Très remanié, l'hôtel n'a gardé de ses dispositions d'origine que sa façade sur le jardin, visible depuis le boulevard des Invalides. Après avoir longtemps abrité le ministère de la Coopération, il a été vendu par l'État français à un investisseur russe, puis l'ambassade de Chine en a fait l'acquisition. L'hôtel est inscrit à l'inventaire supplémentaire des monuments historiques par arrêté du 23 décembre 1992.